# Yield (album)
Yield è il quinto album in studio del gruppo statunitense Pearl Jam, pubblicato nel 1998.

## Storia
Venne pubblicato il 3 febbraio 1998 da Epic con una custodia in digipack.
La prima versione pubblicata in Italia conteneva un inserto con la traduzione di alcune delle canzoni presenti sull'album voluto dal cantante Eddie Vedder il quale, durante un tour in Italia, si era fatto tradurre dall'italiano all'inglese i testi delle sue canzoni così come erano riportati in un libro in italiano; rimastone deluso decise di inserire nel nuovo album la traduzione in italiano corretta di quello che lui intendeva esprimere nei testi delle sue canzoni.
Cosa deve fare un ragazzo ?
Ora, ci sono circa 8 miliardi, 354 mila, 986 problemi in questo mondo che sono più importanti di questo… Comunque, per chiunque fosse interessato alla questione, o che ha cercato di capire le parole delle canzoni, ho tentato di avere e di inserire nel prossimo disco delle traduzioni adeguate… Così eccole qua.
Se ci sono discordanze prendetevela con me e non con Francesca... Sono conosciuto per cambiare una riga o due all'ultimo minuto
Grazie per l'ascolto... e per la lettura»
(Eddy Vedder, dall'inserto nell'edizione italiana dell'album)
È il primo in cui tutti i componenti hanno partecipato attivamente anche alla sua concezione e alla scrittura dei brani.
Dopo il precedente album in cui si erano concessi numerose sperimentazioni, No Code, producono un disco che segna almeno in parte un ritorno alle origini, in cui si possono ritrovare parecchie delle caratteristiche di Vitalogy; un rock molto pulito, con pochi effetti sonori o saturazioni.
Do the Evolution è una canzone che esprime la rabbia verso la civiltà del consumismo, considerata anche come "fine dell'evoluzione". È la prima canzone dai tempi di Ten ad avere un video.
La canzone No Way, scritta per intero da Stone Gossard, si caratterizza per un sottofondo chitarristico ipnotico e ossessivo, che conferisce al brano un'atmosfera inquieta.
L'album è caratterizzato da un sound più vicino a quello degli esordi. Fu l'ultimo disco dei Pearl Jam con Jack Irons alla batteria. Venne realizzato un videoclip per il singolo Do The Evolution con un cartone animato di Todd McFarlane dove però la band non compare. Le foto a corredo dell'album furono realizzate da Vedder.

## Accoglienza
L'album entrò al secondo posto della classifica americana dove permase nelle settimane seguenti fino a diventare disco di platino con oltre 2 milioni di copie vendute.

## Tracce
1. Brain of J. (McCready, Vedder) - 2:59
2. Faithful (McCready, Vedder) - 4:18
3. No Way (Gossard) - 4:19
4. Given to Fly (McCready, Vedder) - 4:01
5. Wishlist (Vedder) - 3:26
6. Pilate (Ament) - 3:00
7. Do the Evolution (Gossard, Vedder) - 3:54
8. Untitled (The Color Red) (Irons) - 1:06
9. MFC (Vedder) - 2:27
10. Low Light (Ament) - 3:46
11. In Hiding (Gossard, Vedder) - 5:00
12. Push Me, Pull Me (Ament, Vedder) - 2:28
13. All Those Yesterdays (Gossard) - 4:05
14. Hummus (ghost track dal minuto 5:05 al minuto 7:50).

## Formazione
- Eddie Vedder - voce, chitarra
- Jeff Ament - basso
- Stone Gossard - chitarra
- Mike McCready - chitarra
- Jack Irons - batteria